# Clos Cacheleu

Blason_Louvencourt

Deze naam betekent in het Picardisch: jager (cache) van wolf (leu), de heraldiek illustreert de naam Cacheleux: 3 wolvenpoten op een azuurblauwe achtergrond.

Blason famille Le Blond du Plouy

Het Clos Cacheleux is een landgoed in Picardië, bestaande uit een manoir (1742) met boerderij en 14 hectare grond.

## Manoir
Het kasteel c.q. manoir (landhuis) is  gebouwd in 1742, op de Napoleontische kaart van 1800 werd het manoir aangeduid als "Le Château".
Het bouwwerk is opgetrokken in rode baksteen met een leien dak in een eenvoudige Lodewijk XIV-stijl.
Het statige gebouw heeft een plattegrond in H-vorm, de twee dwarsvleugels zijn even hoog als de middenvleugel.
de hoofdafmetingen zijn 26 * 11, 5 m, middenvleugel 11 x 10 m. zijvleugels 11,5 x 7,5 m.
De middenvleugel heeft in de voor- en achtergevel ieder vijf raamtraveeën, voor de woning ligt een ruim bordes, de ingang is in de rechteruitbouw, de ingang in de linker-uitbouw is dichtgemetseld.
De zijgevels (van de zijvleugels) hadden oorspronkelijk drie traveeën, waarvan sommige ramen later zijn dichtgemetseld, vrijwel alle ramen zijn voorzien van Louvre-luiken.
Aan de oostzijde zijn later bijgebouwen tegen de gevel gemaakt die voor een deel behoren bij de boerderij.
Op het dak van de middenvleugel zijn aan de voor- en achterzijde op de uiterste traveeën houten dakkapellen gebouwd.
De nok van het dak is afgedekt met lood en voorzien van een versiering van franse lelies.
Op een halve kilometer verwijderd is in Bouillancourt-sous-Miannay de "Eglise Saint-Samson" waar een aantal van de eigenaren zijn begraven in een groot familiegraf.
Het manoir heeft een eigen toegangsweg met smeedijzeren poort, de boerderij heeft een brede toegang waarvan de oorspronkelijke deuren verloren zijn gegaan.

## Boerderij
De boerderij bestond oorspronkelijk uit een aantal gebouwen uit natuursteen en vakwerk, na een brand aan het einde van de 19e
eeuw is de boerderij herbouwd in Vlaamse stijl (Style Flamand) in baksteen en het dak gedekt met leien. 
De kleinere ramen hebben gemetselde rondbogen en de grotere ramen en deuren segmentbogen, alle deuren zijn geschilderd in Amiens blauw.
De gebouwen van de boerderij vormen een doorlopende muur aan de wegzijde, de ingang van de clos is gedeeltelijk afgebroken maar de ingang voor personen is nog intact.
Op het erf staat het korenhuis, het graan werd opgeslagen op de verdieping, de benedenverdieping diende als opslag voor werktuigen. 
Om muizen te weren werden de vloer en buitenzijde van de muren besproeid met urine van paarden waarin knoflook en uien waren geweekt.
Door opvolging kwam het landgoed in de 19e eeuw in handen van de familie Plouy. Het was toen in gebruik als boerenbedrijf.
In 2008 besloten Raphael en Marie-Laure du Plouy om het kasteelterrein in te richten als camping en huisjespark.

## Historie
Het landgoed maakte deel uit van de heerlijkheid Bouillancourt sous Miannay groot 225 journeaux (225×4838 m/109 ha)
een derde deel bevond zich in Ponthieu de rest in het Graafschap Amiens.
Charles de Cacheleu, ridder, seigneur van Bouillancourt (Monflières, 29-08-1666 - 1735) verkreeg 
de seigneurie op 4 april 1711 door zijn huwelijk met mejuffrouw Jeanne-Henriette-Agathe de Louvencourt, dochter van François Louvencourt.
Het landgoed kwam in bezit van de seigneur Charles-François de Cacheleu (16-04-1724 - 24-02-1768, Bouillancourt-sous-Miannay, ridder, page van de Lodewijk XV,
hij stierf ongehuwd zonder nageslacht en liet de heerlijkheid Bouillancourt na aan zijn neef Maximilien de Cacheleux de Méricourt (1768-1789).
neef Maximilien de Cacheleu de Méricourt.
In 1742 liet hij het manoir bouwen op de grond van de "Clos Cacheleu", een deels ommuurde boerderij. Eind 19e eeuw brandde de boerderij af
en werd weer opgebouwd in metselwerk met een leien dak.

### Opvolging
- 1768-1789 Maximilien de Cacheleu de Méricourt  (Noueux, 16-04-1723 - ).
- Amand Flore de Cacheleu (Méricourt-en-Vimeu, 13-04-1757 - Bouillancourt sur Miannay, 25-06-1842).
- Charles Amand Jules de Cacheleu (Poireauville, 11-07-1799 - Bouillancourt sous Miannay, 25-07-1883).
- Gustave Adhémart Jules de Cacheleu (Bouillancourt sur Miannay, 26-11-1843 -  ?) Deceased after 1875.
- Markiezin Marie Thérèse Laure de Cacheleu, (27-03-1880 - 1960)  huwt André Vincent d'Hantecourt (Martainneville, 19-01-1888 - 1959).
- Marie-Christine d'Hantecourt (1913 - 2002) huwt baron Jacques Le Blond du Plouy (Ercourt, 15-07-1909 - Abbeville, 9-01-1979)(begr. kerk).
- 2023, Raphaël Le Blond du Plouy & mevrouw Blandine Le Blond du Plouy

## Wapenschild
In de kerk van Bouillancourt sous Miannay bevindt zich rechts van het koor het wapen van de familie Cacheleu met deze tekst:
Ici git le corps de messire Charles Fois de Cacheleu,  ancien Page de S.M. Louis XV Agé 54 ans, décédé le 24 frevrier 1768 
Resquiescat in Pace
(Hier ligt het lichaam van meneer Charles Francois de Cacheleu, ridder, heer van Bouillancourt Mianny, voormalige schildknaap van zijne majesteit Lodewijk XV, 54 jaar oud, stierf op 24 februari 1768 
 Rust in Vrede)

La  famille de  Cacheleu  a  fait  preuve   Depuis  le  17  Octobre  1195   sous  Philippe  II,  surnommé  Auguste. 
(De familie Cacheleu is bekend sinds 17 oktober 1195 onder Filips II, bijgenaamd Augustus)

## Afbeeldingen

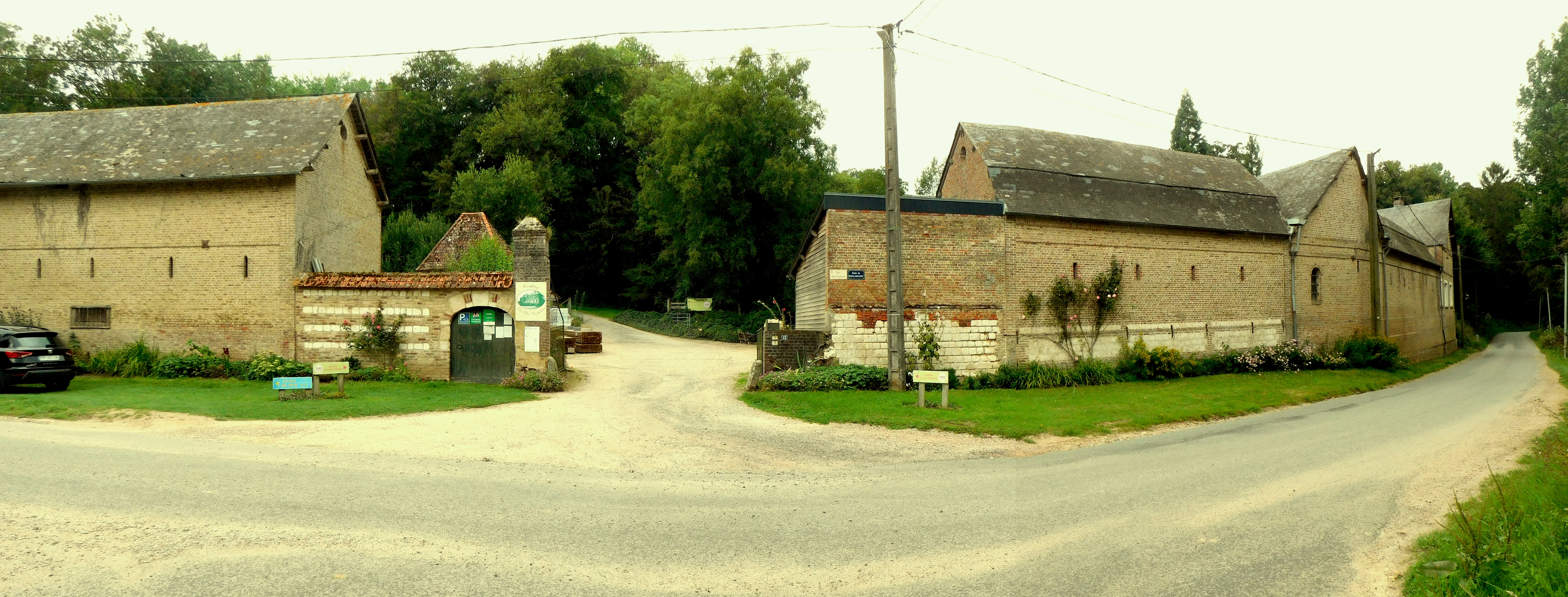
Clos de Cacheleux, ingang
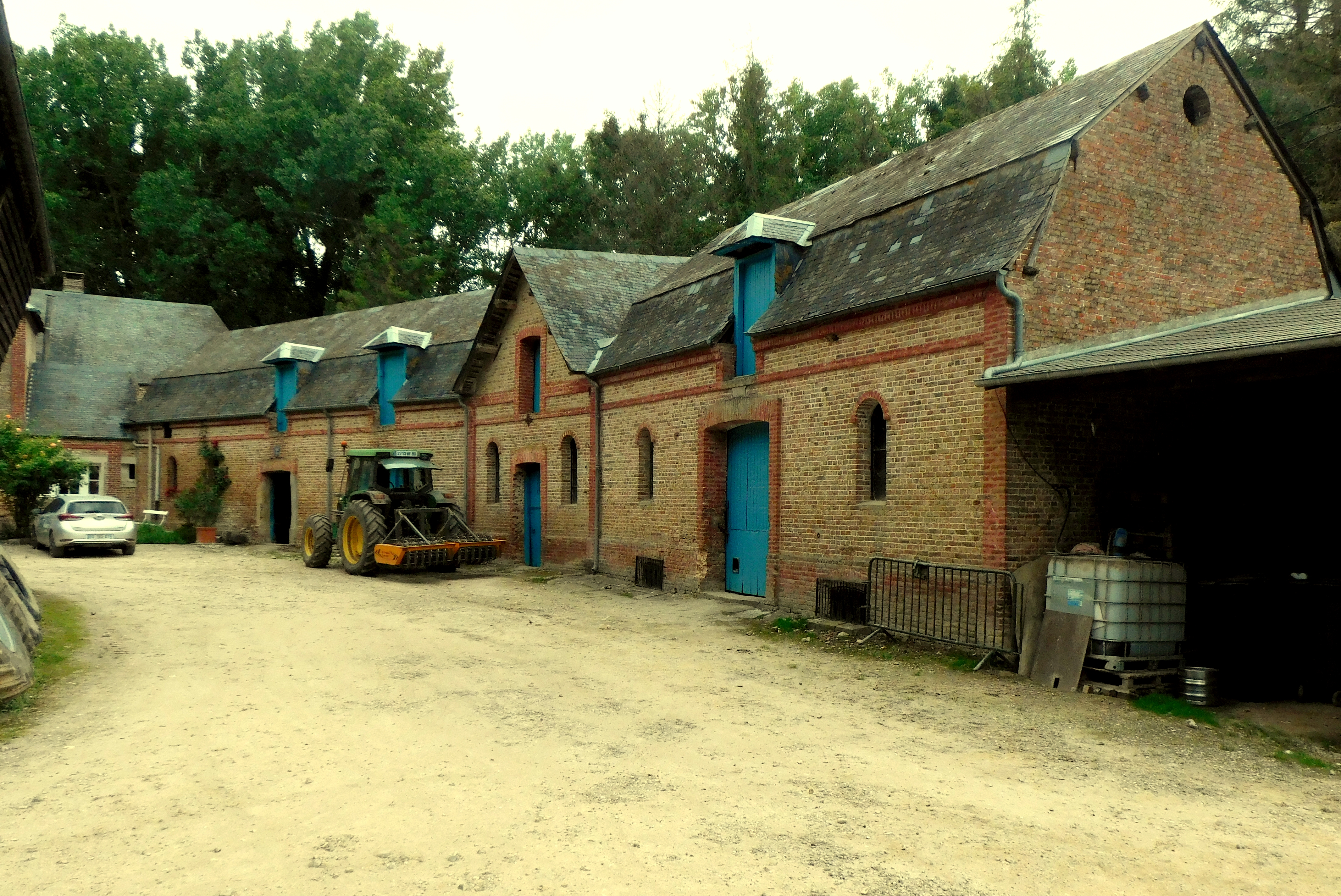
boerderij
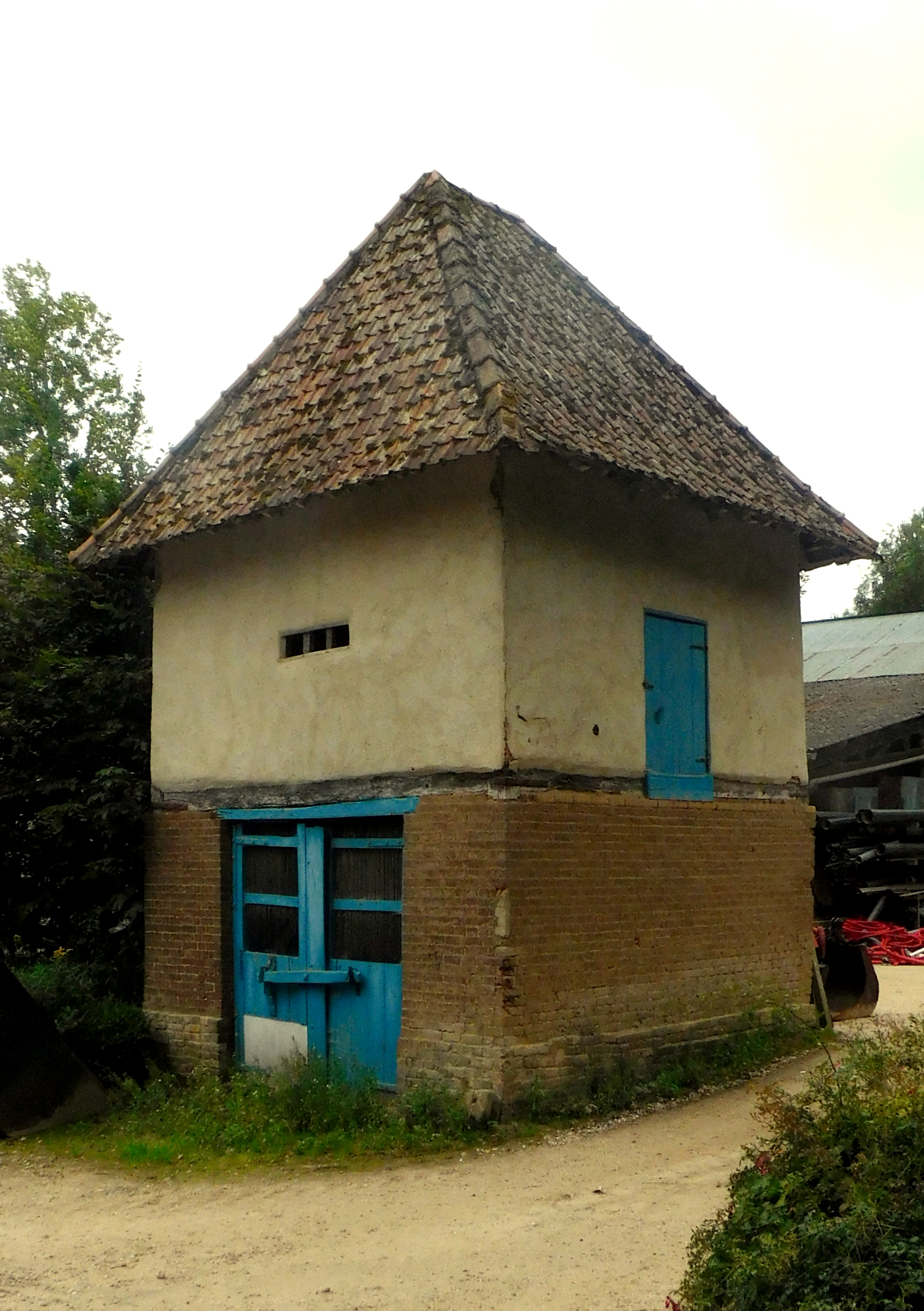
korenhuis
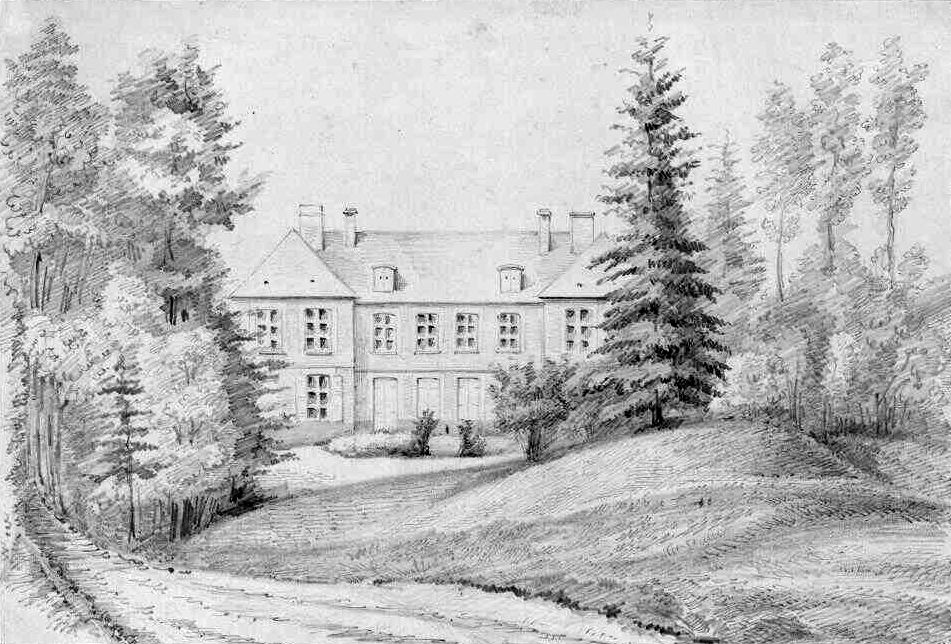
Château de Bouillancourt, pentekening (1800)
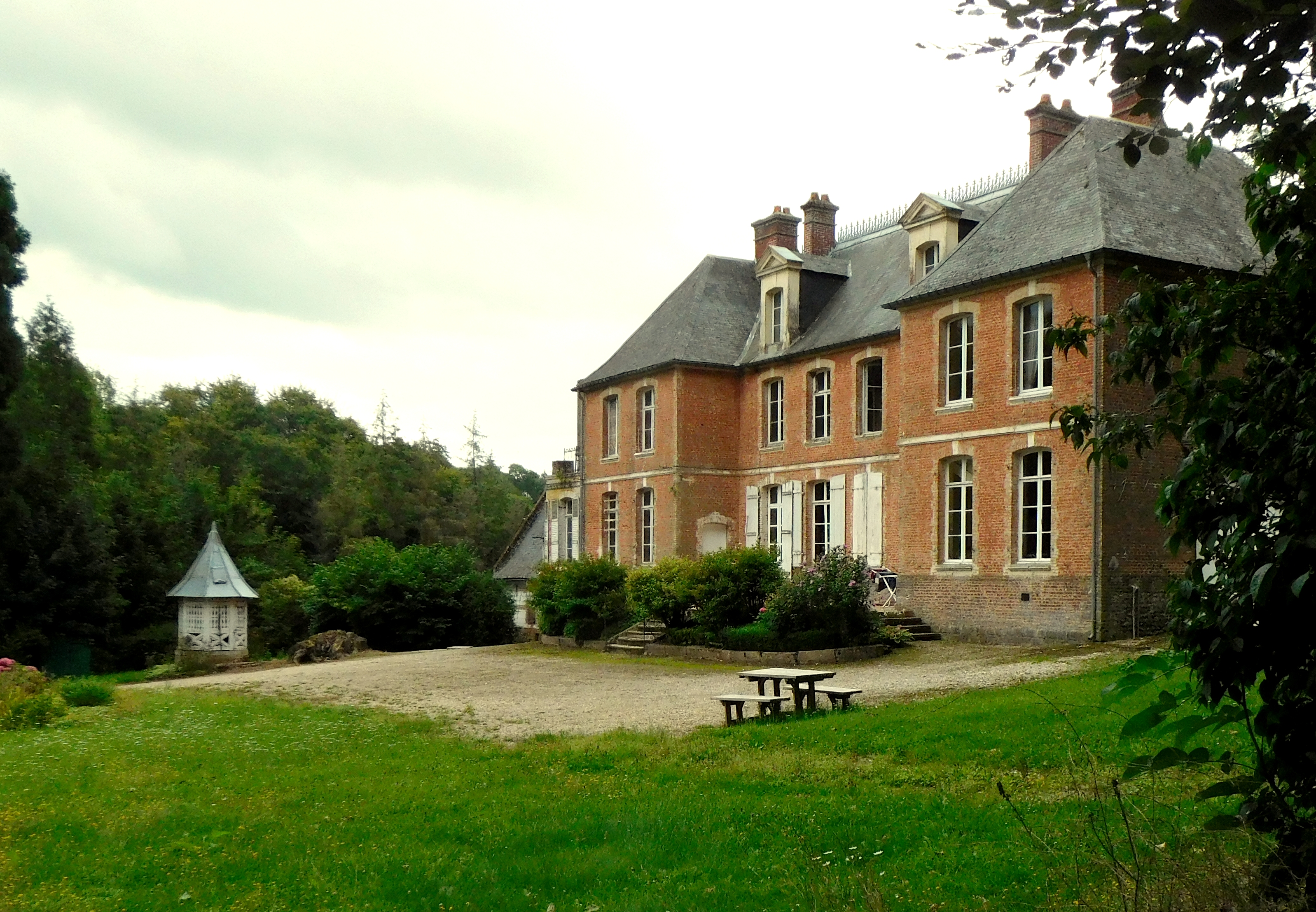
Manoir de boullancourt, voorzijde
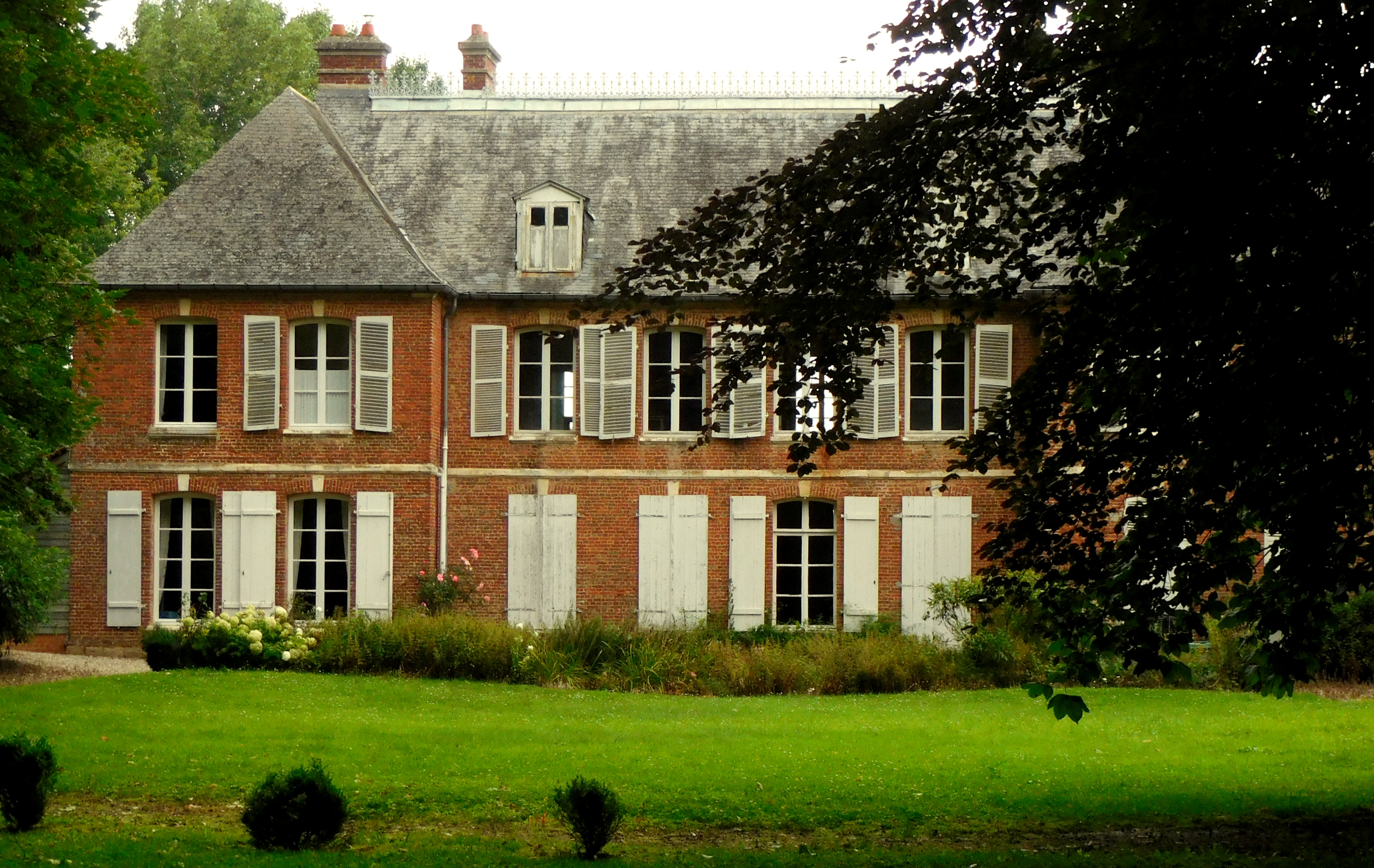
zuidzijde
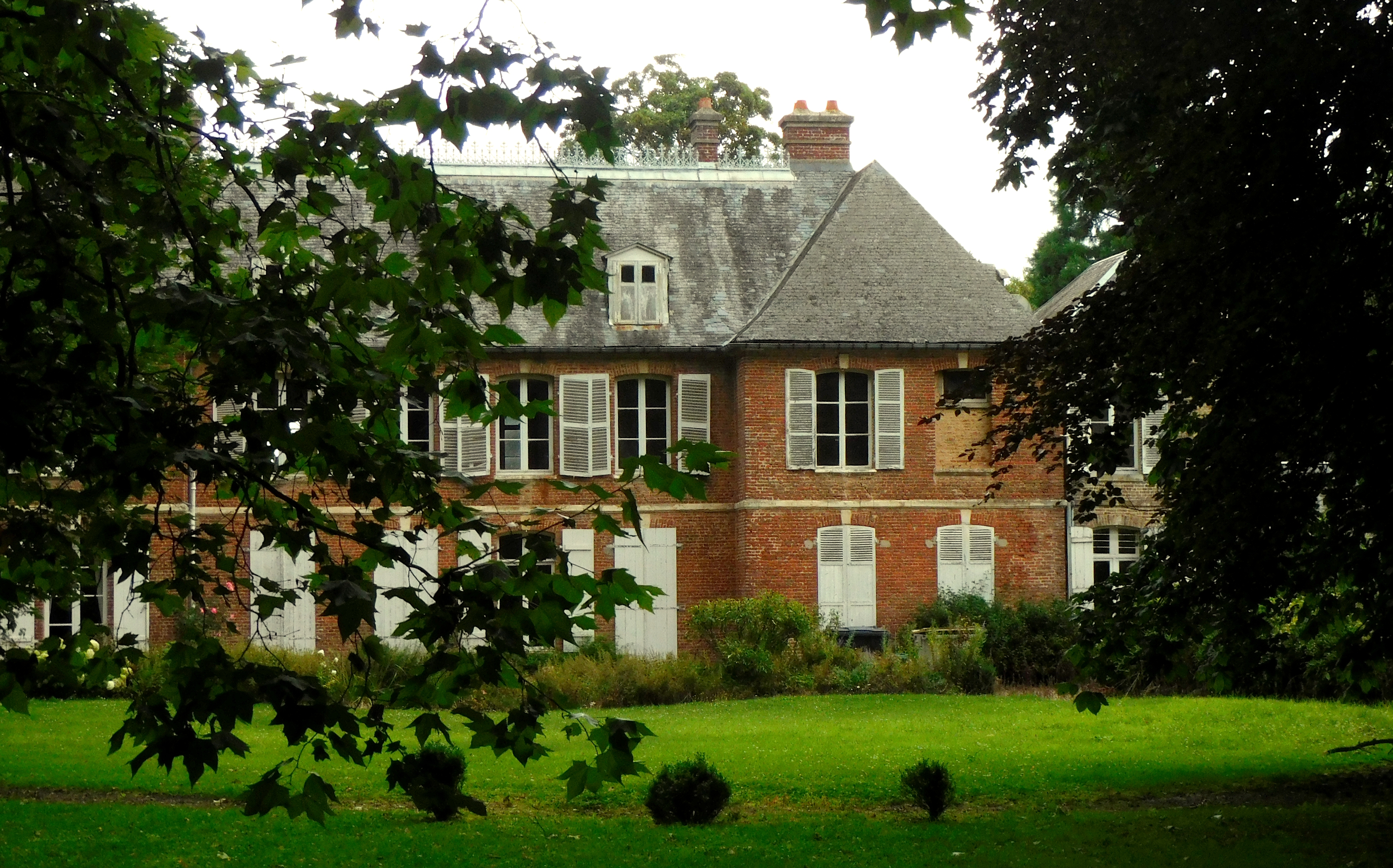
zuidzijde
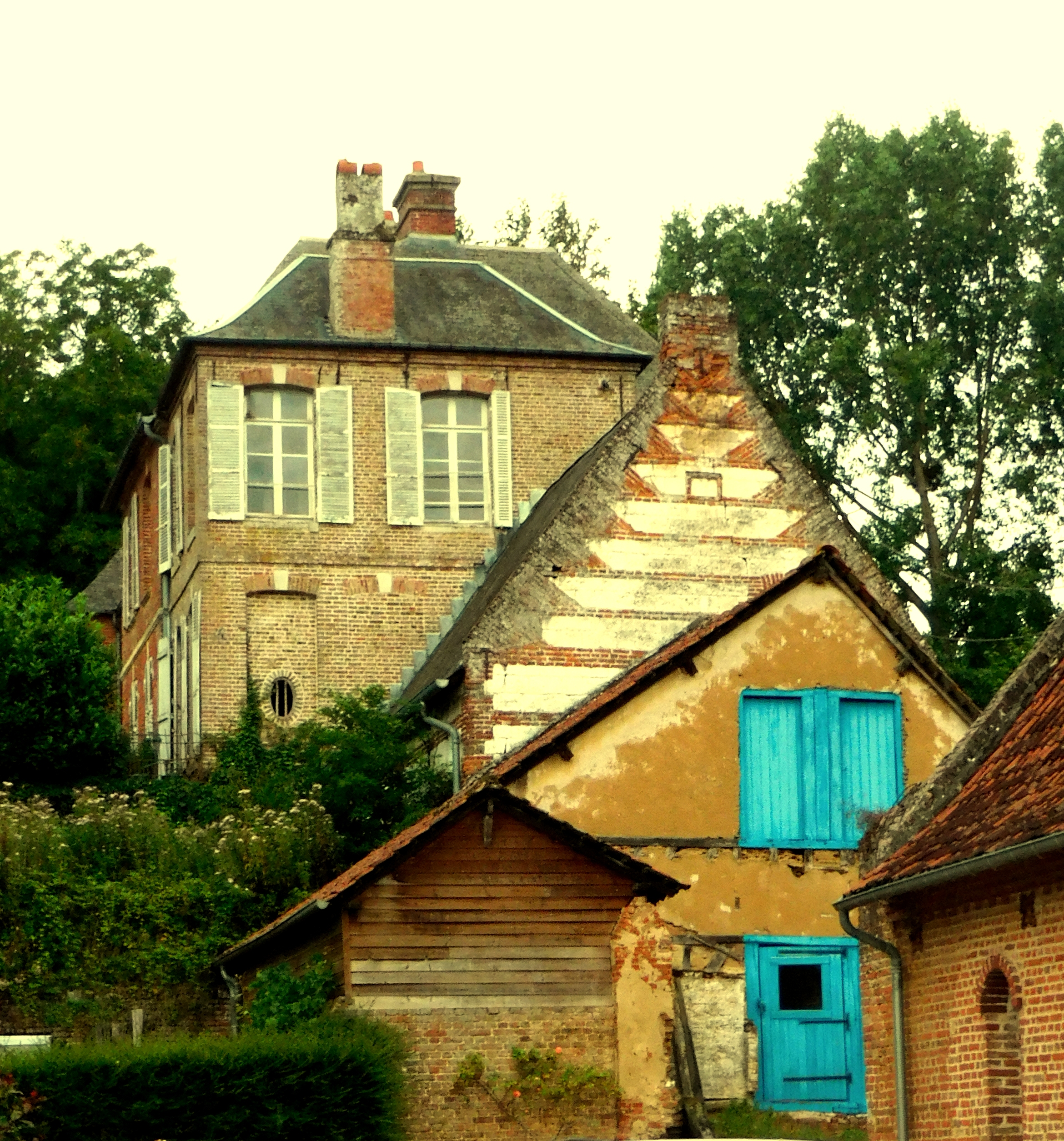
oostzijde
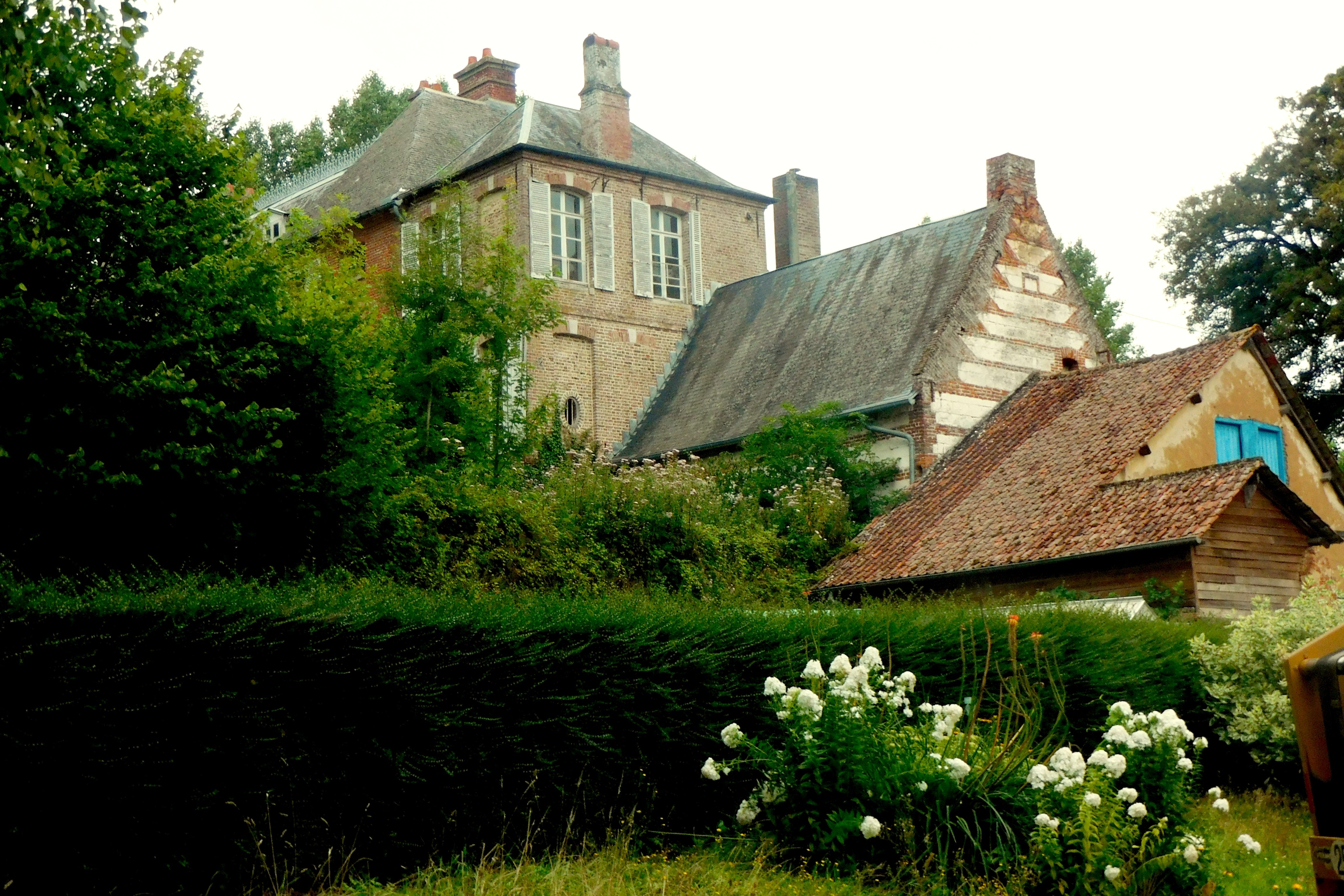
zuidoostzijde
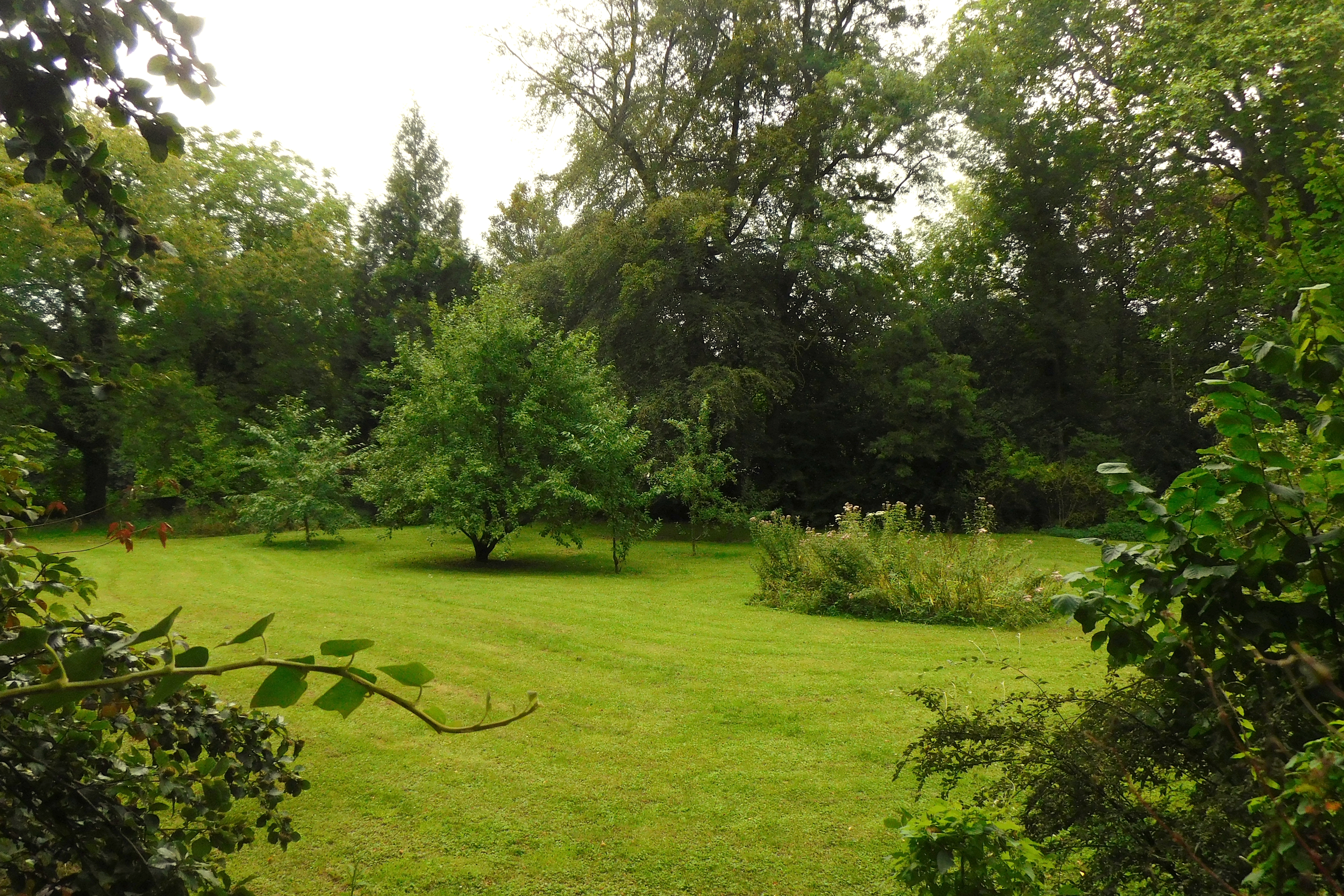
tuin
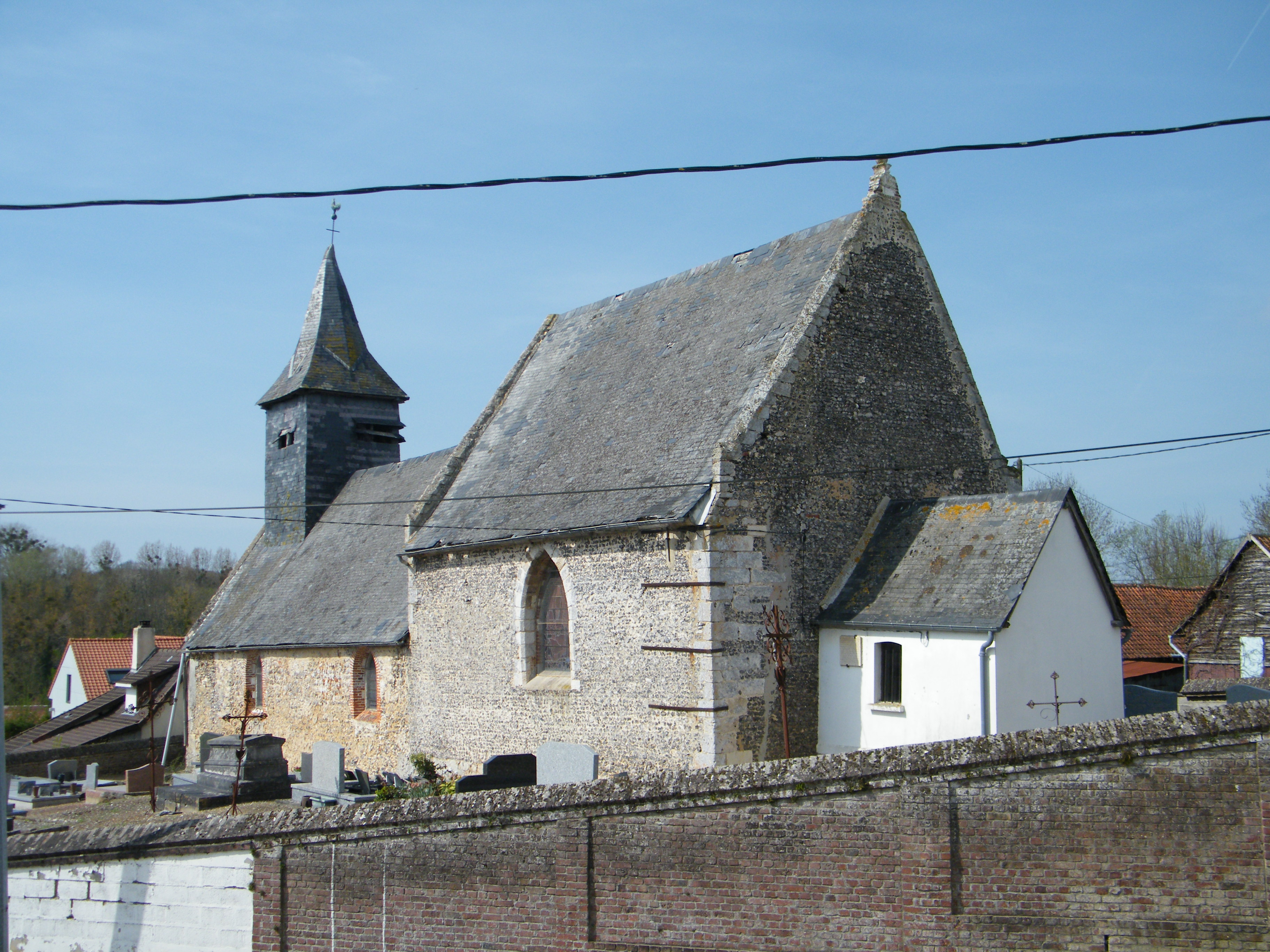
Saint-Samson, Bouillancourt-sous-Miannay,
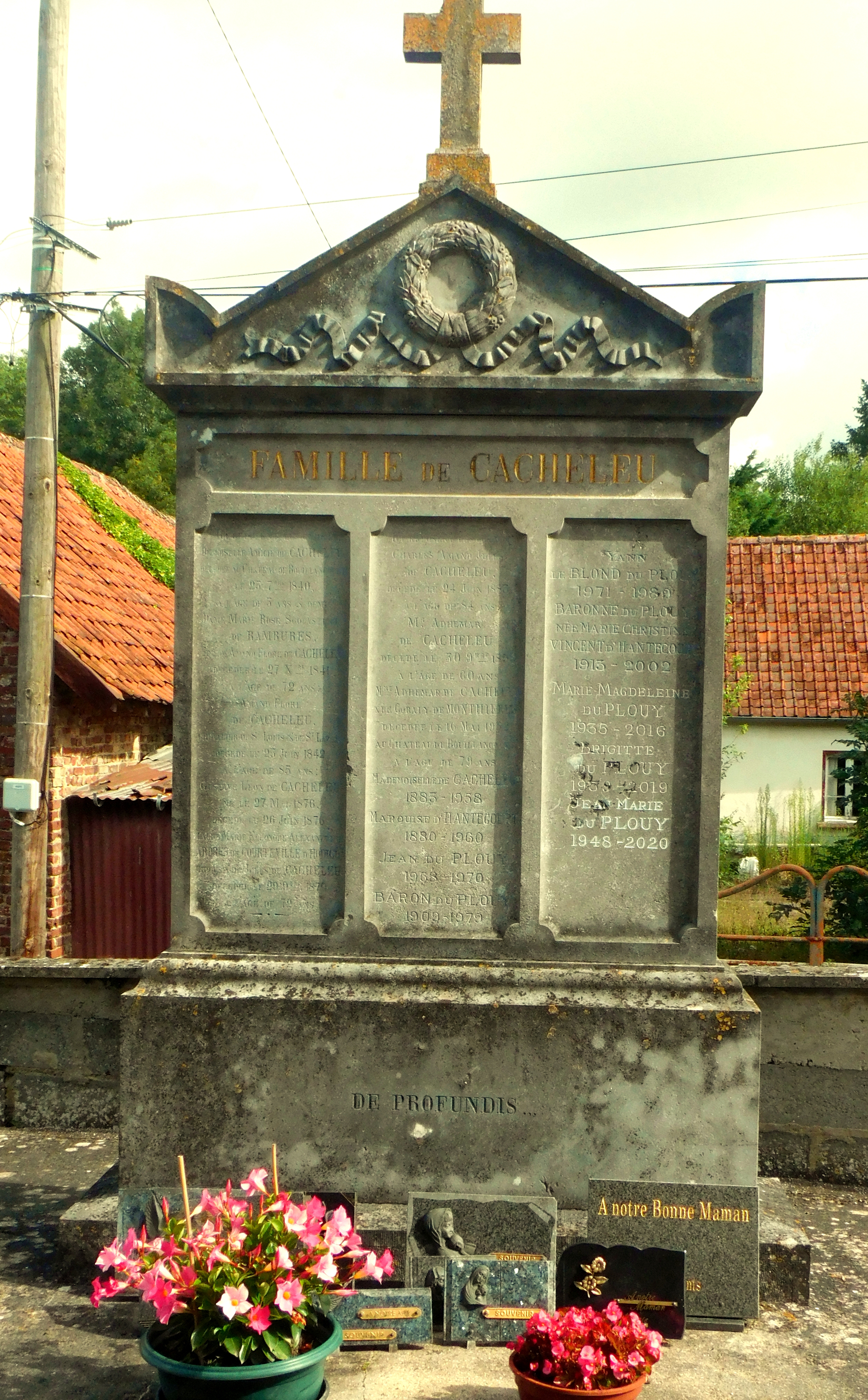
graf Cacheleu